# 仇鳌

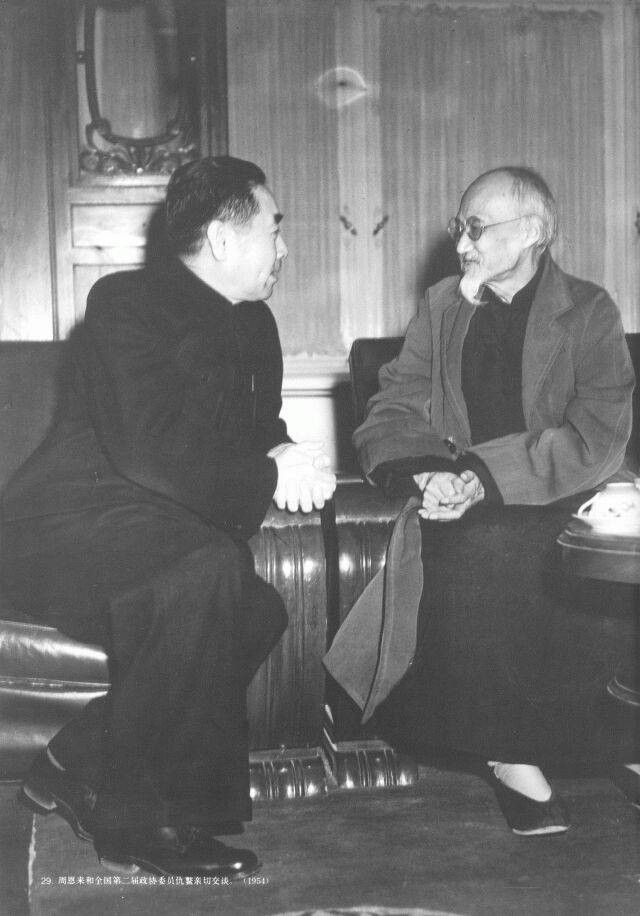
与周恩来交谈

仇鳌（1879年8月8日—1970年2月9日），原名曜元，号炳生，又号亦山，晚年自号“半肺老人”，生于湖南省湘阴县归义上乡（今汨罗市古培镇雨坛村冲里仇）。同盟会元老。

## 生平
1902年考取秀才。长沙求实书院肄业。两年后赴日本就读于明治大学，加入华兴会，1905年入同盟会。1906年回国筹备起义，因告密，不久再返日本，参与《民报》编辑。1908年10月因父丧返湘。武昌起义后，任国民党湖南支部副长、湖南民政司司长等职。1949年参与湖南和平起义。中华人民共和国成立后历任湖南军政委员会委员、中南军政委员会委员兼参事室主任、全国政协委员、民革中央委员等职。
1951年，患肺癌，切除了右肺，故自号“半肺老人”。1970年逝世于北京。

## 墓地
去世后骨灰安葬于北京市八宝山革命公墓，后迁回老家。在家乡修有纪念墓一座，两侧建有“仇鳌诗碑林园”，为湖南省省级文物保护单位。

## 作品
- 《半肺老人吟草》诗集